# Billy Ocean

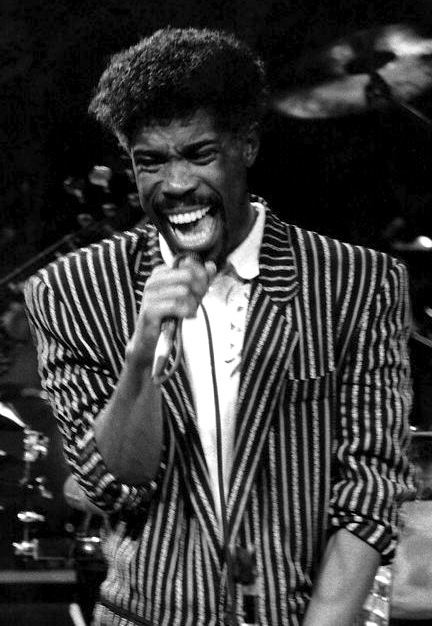
Billy Ocean live in New York (1988)

Billy Ocean, eigentlich Leslie Sebastian Charles, (* 21. Januar 1950 in Fyzabad, Trinidad und Tobago) ist ein britischer Popsänger und Songschreiber, der zwischen 1976 und 1989 eine Reihe von R&B-Hits hatte. Ocean war nicht nur im Vereinigten Königreich, sondern auch in Deutschland, Österreich, der Schweiz und den USA erfolgreich, wo er insgesamt drei Nummer-eins-Hits hatte.

## Biografie
Ocean wurde in der damaligen britischen Kolonie Trinidad geboren. Als er sieben Jahre alt war, zog seine Familie nach London ins East End. Bereits als Teenager sang er in den Londoner Clubs. Seine erste Single veröffentlichte er 1974 unter dem Pseudonym Scorched Earth. Er legte sich seinen Künstlernamen Billy Ocean zu, der nach seinem damaligen Wohnort, der Ocean Estate, benannt wurde.
Im Frühjahr 1976 kam sein Debütalbum Billy Ocean heraus. Die ausgekoppelte Single, Love Really Hurts without You, erreichte Platz zwei der englischen Charts und Platz 22 in den USA. Es folgten weitere Hits, darunter L. O. D. (Love on Delivery). Ocean schrieb auch Stücke für andere Interpreten, etwa für La Toya Jackson. Im Sommer 1981 hatte er mit Nights (Feel Like Getting Down) einen Hit in den amerikanischen R&B-Charts.

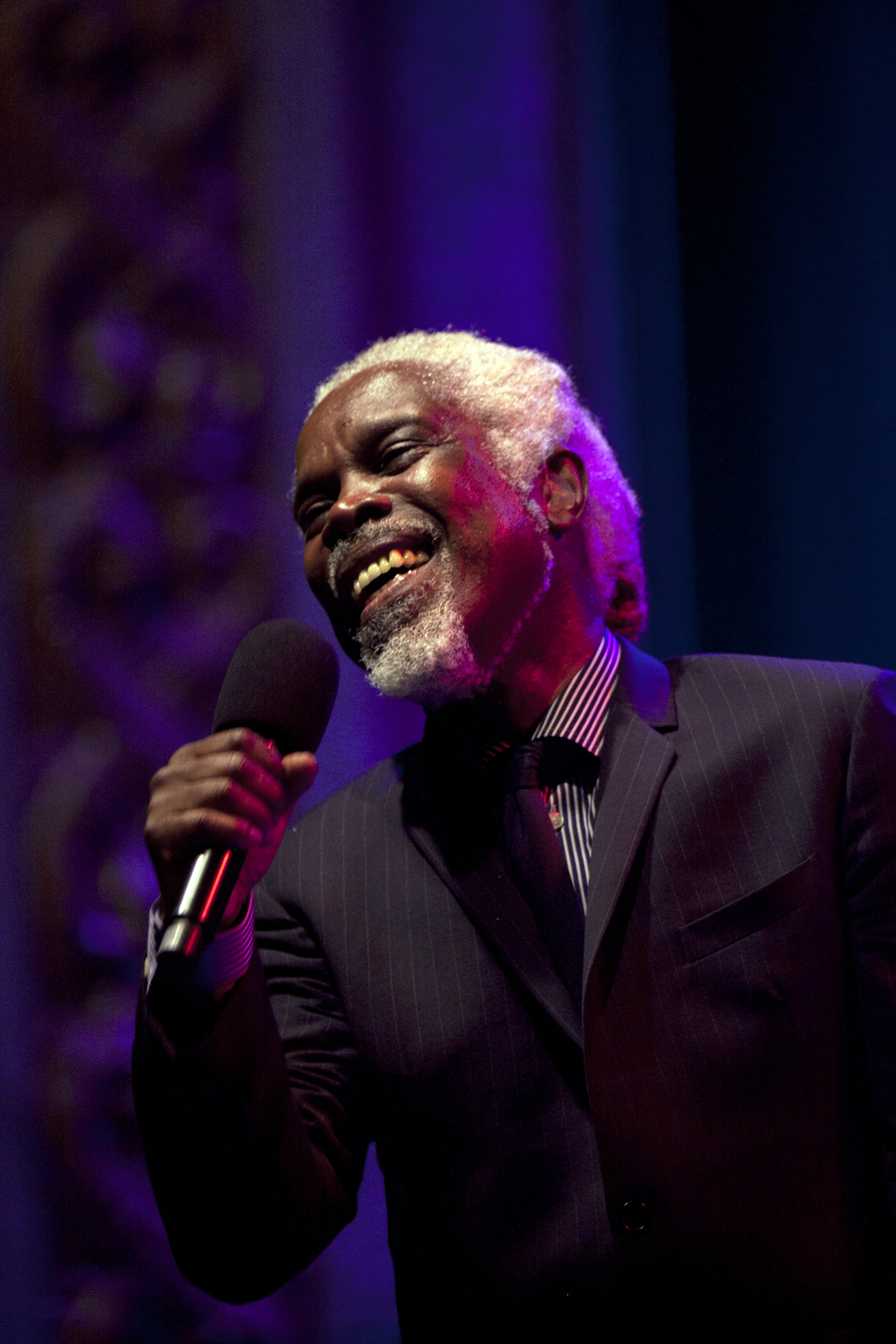
Billy Ocean (2012)

Seinen größten Erfolg feierte Ocean im Sommer 1984 mit Caribbean Queen vom Album Suddenly. Je nach Weltregion wurde der Titel angepasst, so dass der Song auch als African Queen oder European Queen bekannt ist. Auch das Anfang 1986 erschienene Album Love Zone war kommerziell erfolgreich, die Singles When the Going Gets Tough, the Tough Get Going (aus dem Film: Auf der Jagd nach dem Juwel vom Nil) und There’ll Be Sad Songs (To Make You Cry) waren Hits. Anfang 1988 folgte das Album Tear Down These Walls mit dem Hit Get Outta My Dreams, Get into My Car.
Im Herbst 1989 erschien sein Greatest-Hits-Album. Danach wurde es ruhiger um Billy Ocean. Sein letztes Studioalbum bei Jive war Time to Move On im Frühjahr 1993, das er zusammen mit dem R&B-Sänger R. Kelly aufnahm. Kelly bewunderte Billy Ocean für die Art, wie er die emotionale Soul-Seite mit einem poppigen Rhythmus mixen konnte. Ab 2002 kam es zu Neuveröffentlichungen alter Hits und er tourte durch das Vereinigte Königreich. Anfang 2009 wurde das Album Because I Love You veröffentlicht.

## Auszeichnungen
2002 erhielt Ocean einen Ehrendoktor der University of Westminster.
Im Oktober 2010 wurde er mit dem Lifetime Achievement Award bei den MOBO Awards ausgezeichnet.

## Diskografie
Studioalben

| Jahr | Titel Musiklabel                          | Höchstplatzierung, Gesamtwochen, AuszeichnungChartplatzierungen (Jahr, Titel, Musiklabel, Platzierungen, Wochen, Auszeichnungen, Anmerkungen) | Höchstplatzierung, Gesamtwochen, AuszeichnungChartplatzierungen (Jahr, Titel, Musiklabel, Platzierungen, Wochen, Auszeichnungen, Anmerkungen) | Höchstplatzierung, Gesamtwochen, AuszeichnungChartplatzierungen (Jahr, Titel, Musiklabel, Platzierungen, Wochen, Auszeichnungen, Anmerkungen) | Höchstplatzierung, Gesamtwochen, AuszeichnungChartplatzierungen (Jahr, Titel, Musiklabel, Platzierungen, Wochen, Auszeichnungen, Anmerkungen) | Höchstplatzierung, Gesamtwochen, AuszeichnungChartplatzierungen (Jahr, Titel, Musiklabel, Platzierungen, Wochen, Auszeichnungen, Anmerkungen) | Höchstplatzierung, Gesamtwochen, AuszeichnungChartplatzierungen (Jahr, Titel, Musiklabel, Platzierungen, Wochen, Auszeichnungen, Anmerkungen) | Anmerkungen                                                                                          |
| Jahr | Titel Musiklabel                          | DE | AT | CH | UK | US | R&B | Anmerkungen                                                                                          |
| ---- | ----------------------------------------- | --- | --- | --- | --- | --- | --- | --- |
| 1976 | Billy Ocean GTO (CBS)                     | — | — | — | — | — | — | Erstveröffentlichung: 5. Januar 1976                                                                 |
| 1980 | City Limit GTO (CBS)                      | — | — | — | — | — | — | Erstveröffentlichung: Juni 1980                                                                      |
| 1981 | Nights (Feel Like Getting Down) GTO (CBS) | — | — | — | — | US152 (3 Wo.)US | R&B27 (13 Wo.)R&B | Erstveröffentlichung: Juni 1981 Produzenten: Ken Gold, Nigel Martinez                                |
| 1982 | Inner Feelings Epic Records (CBS)         | — | — | — | — | — | R&B53 (5 Wo.)R&B | Erstveröffentlichung: Juli 1982 Produzenten: Billy Ocean, Nigel Martinez                             |
| 1984 | Suddenly Jive Records (CBS)               | DE43 (14 Wo.)DE | — | — | UK9 Gold · (59 Wo.)UK | US9 ×2Doppelplatin · (86 Wo.)US | R&B3 (70 Wo.)R&B | Erstveröffentlichung: 12. Juli 1984 Produzent: Keith Diamond                                         |
| 1986 | Love Zone Jive Records (CBS)              | DE33 (7 Wo.)DE | — | CH16 (5 Wo.)CH | UK2 Gold · (32 Wo.)UK | US6 ×2Doppelplatin · (48 Wo.)US | R&B1 (43 Wo.)R&B | Erstveröffentlichung: Mai 1986 Produzenten: Barry Eastmond, Wayne Brathwaite                         |
| 1988 | Tear Down These Walls Jive Records (BMG)  | DE17 (13 Wo.)DE | AT28 (4 Wo.)AT | CH10 (10 Wo.)CH | UK3 Gold · (13 Wo.)UK | US18 Platin · (31 Wo.)US | R&B7 (35 Wo.)R&B | Erstveröffentlichung: 25. März 1988 Produzenten: Robert John Lange, Barry Eastmond, Wayne Brathwaite |
| 1993 | Time to Move On Jive Records (BMG)        | — | — | — | — | — | — | Erstveröffentlichung: 22. Februar 1993                                                               |
| 2009 | Because I Love You Aqua Music (EQ)        | — | — | — | — | — | — | Erstveröffentlichung: 2. Februar 2009                                                                |
| 2013 | Here You Are Aqua Music (Absolute)        | — | — | — | — | — | — | Erstveröffentlichung: 14. April 2013                                                                 |
| 2020 | One World Aqua Music (Sony)               | — | — | — | UK14 (2 Wo.)UK | — | — | Erstveröffentlichung: 17. April 2020                                                                 |

grau schraffiert: keine Chartdaten aus diesem Jahr verfügbar